# Giani Gorga
Giani Gorga (n. 27 februarie 1973 în Galați, România) este un fost mijlocaș român de fotbal.

## Activitate
- Steaua Mizil (1992-1996)
- FC Onești (1996-1999)
- Farul Constanța (1999-2000)
- FC Onești (1999-2001)
- Gloria Bistrița (2000-2001)
- FC Onești (2001-2004)
- FCM Bacău (2003-2004)
- Unirea Focșani (2004-2005)
- Dacia Unirea Brăila (2005-2006)
- Petrolul Ploiești (2005-2006)